# ウイレム・ピソ

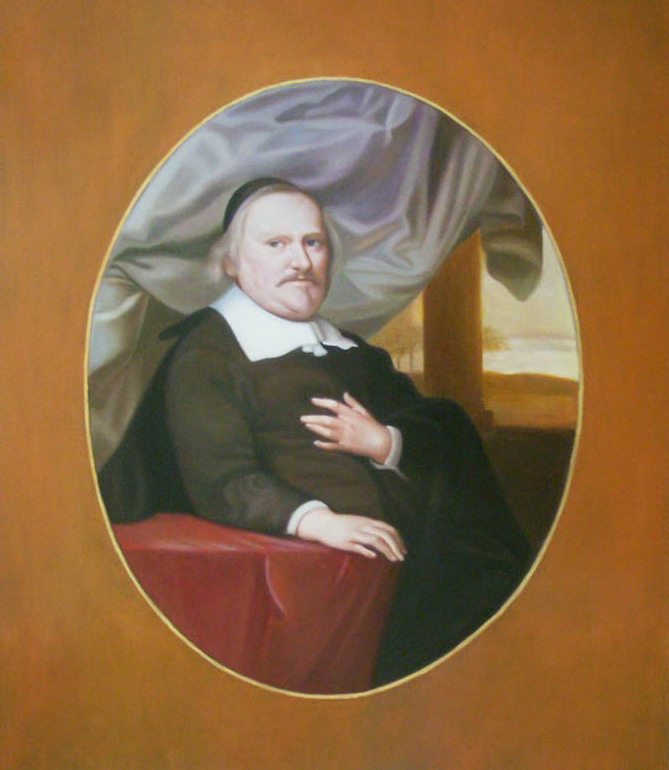
Willem Pisoの肖像 1662,Jan de Baen（画）

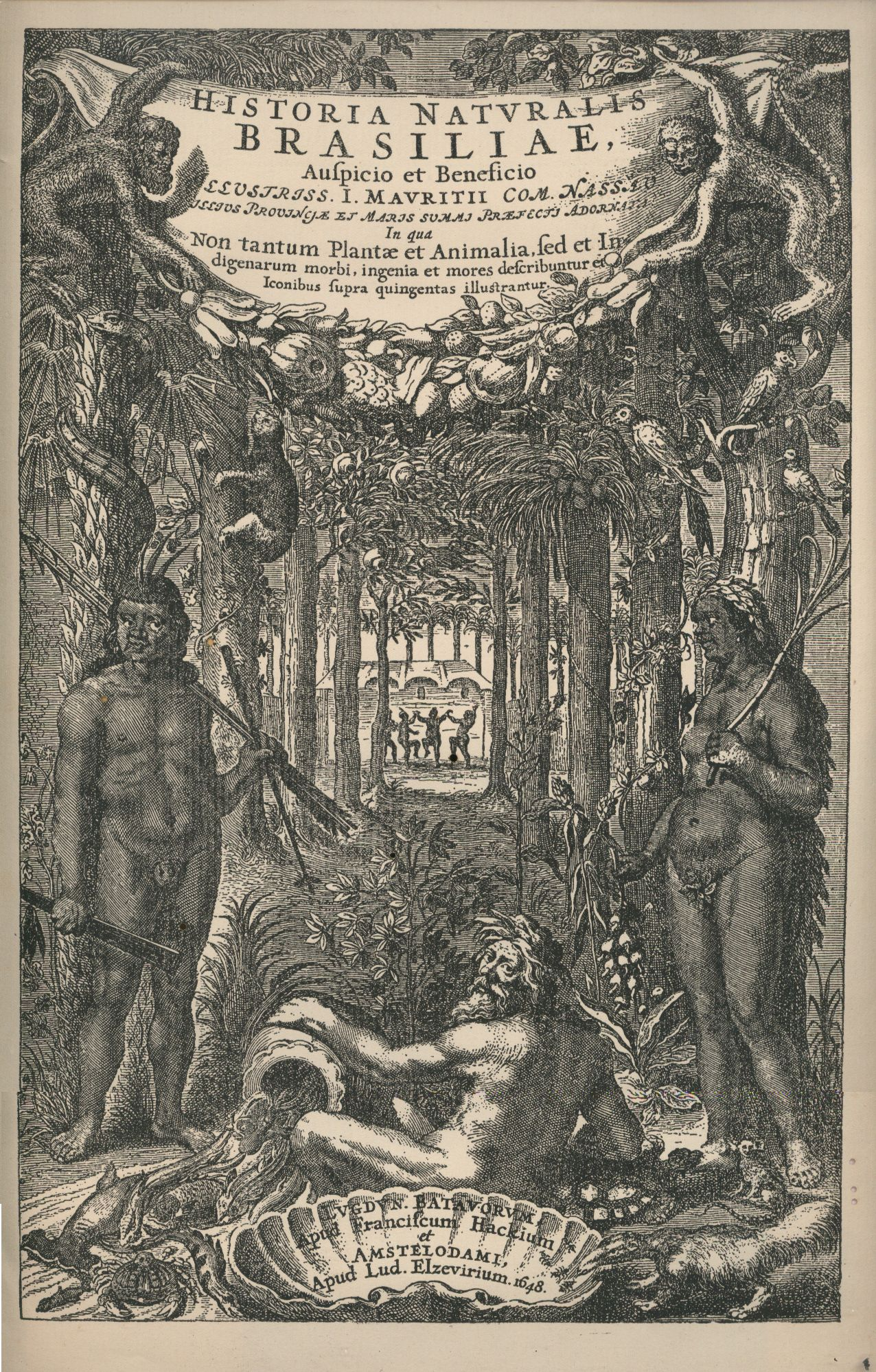
『ブラジルの自然史』の表紙

ウイレム・ピソ（Willem Piso、オランダ名、Willem Pies、ラテン名、Guilielmus Piso、または Guilherme Piso、1611年 - 1678年11月28日）は、オランダの医師である。オランダ領ブラジルに渡り、熱帯医学の創始者の一人とされる。

## 生涯
ライデンにオルガン奏者 Hermann Pies の息子に生まれた。ライデン大学で学んだ後、フランスのカーンの大学に移り、1633年に卒業した。アムステルダムに戻り医師となり、苗字をラテン語風のピソに改めた。
オランダ西インド会社に、オランダ領ブラジル総督のヨハン・マウリッツの医師として雇われ、60人以上の科学者とともにブラジルに渡った。マルクグラーフ（Georg Marggraf）とともにオランダ領ブラジルを探検し、マルクグラーフの没後、マルクグラーフと共著名で『ブラジルの自然史』（"Historia Naturalis Brasiliae"）を発表した。主要な疾病について記述し、ブラジルの薬草、毒草について記述し、それらの植物のうちトコンの根やヤボランジの葉は医療に用いられている。また鮮魚や柑橘類の食事を勧めた。
オシロイバナ科の属、ピソニア属（Pisonia）に献名されているほか、小惑星(11240) Pisoに命名されている。